# Rudolf Anhaltsko-Zerbstský
Rudolf Anhaltsko-Zerbstský (28. října 1576 – 20. srpna 1621) byl od roku 1603 až do své smrti anhaltsko-zerbstským knížetem.

## Život
Narodil se v 28. října 1576 v Harzgerode jako jeden ze synů anhaltského vévody Jáchyma Arnošta a jeho druhé manželky Eleonory Württemberské. Roku 1586 Jáchym Arnošt zemřel a Anhaltsko přenechal svým synům. Kromě Jana Jiřího a Kristiána, kteří pocházeli z prvního manželství, byli všichni nezletilí. Hlavním správcem knížectví se tak stal Jan Jiří.
Roku 1603 byla sepsána smlouva mezi pěti bratry, která opět rozdělila celé Anhaltsko na několik knížectví. Rudolf obdržel knížectví Anhaltsko-Zerbstské se sídelním městem Zerbst. Rudolf zde zemřel po krátké nemoci 20. srpna 1621 ve věku 44 let. Byl pohřben v kryptě kostela svatého Bartoloměje. V době nezletilosti jeho jediného syna Jana knížectví spravoval Rudolfův starší bratr August.

## Manželství a potomci
Ve Wolfenbüttelu se 29. prosince 1605 oženil s Doroteou Hedvikou (1587–1609), nejstarší dcerou vévody Jindřicha Julia Brunšvicko-Lüneburského. Během čtyř let se jim narodily čtyři dcery:
- 1. mrtvě narozená dcera (*/† 12. 9. 1606 Zerbst)[3]
- 2. Dorotea Anhaltsko-Zerbstská (25. 9. 1607 Zerbst – 26. 9. 1634 Hitzacker)[4]
⚭ 1623 August Brunšvicko-Wolfenbüttelský (10. 4. 1579 Dannenberg – 17. 9. 1666 Wolfenbüttel), vévoda brunšvicko-lüneburský a kníže brunšvicko-wolfenbüttelský[5][6]
- 3. Eleonora Anhaltsko-Zerbstská (10. 11. 1608 Zerbst – 2. 11. 1681 Als)[7][8]
⚭ 1632 Fridrich Šlesvicko-Holštýnsko-Sonderbursko-Norburský (26. 11. 1581 Sønderborg – 22. 7. 1658 Nordborg), vévoda šlesvicko-holštýnsko-sonderbursko-norburský[9][10]
- 4. mrtvě narozená dcera (*/† 16. 10. 1609 Zerbst)[11]

Při čtvrtém porodu mladá kněžna ve věku 22 let v Zerbstu umírá spolu s novorozenou dcerou. Po její smrti upadl kníže Rudolf do hluboké deprese.
Protože stále neměl mužského potomka, rozhlodl se oženit znovu. V Oldenburgu pojal za choť 31. srpna 1612 Magdalenu Oldenburskou (1585–1657). Ze spokojeného manželství se narodily dvě děti:
- 1. Alžběta Anhaltsko-Zerbstská (1. 12. 1617 Zerbst – 3. 6. 1639 Oldenburg), svobodná a bezdětná[12][13]
- 2. Jan VI. Anhaltsko-Zerbstský (24. 3. 1621 Zerbst – 4. 7. 1667 tamtéž), kníže anhaltsko-zerbstský od roku až do své smrti[14][15]
⚭ 1649 Žofie Augusta Holštýnsko-Gottorpská (5. 12. 1630 Schleswig – 12. 12. 1680 Coswig)[16][17]